# Altemir Gregolin
Altemir Gregolin (Coronel Freitas, 20 de abril de 1964) é um veterinário e político brasileiro.
Exerceu o cargo de ministro da Pesca e Aquicultura entre 3 de abril de 2006 até 1 de janeiro de 2011, final do Governo do presidente Luiz Inácio Lula da Silva. É integrante do Partido dos Trabalhadores (PT) desde 1985.
É veterinário com especialização em administração rural, com mestrado em desenvolvimento, agricultura e sociedade pela Universidade Federal Rural do Rio de Janeiro (UFRRJ).